# Pierre Pasquini
Pour les articles homonymes, voir Pasquini.
Pierre Pasquini, né le 16 février 1921 à Sétif (Algérie) et mort le 1er mars 2006 à Nice (Alpes-Maritimes), est un homme politique français.

## Biographie
Gaulliste historique et ancien résistant, Pierre Pasquini est né le 16 février 1921 à Sétif en Algérie.
Licencié en droit et en lettres, il s'était engagé au cours de la Seconde Guerre mondiale dans les Forces françaises libres et avait participé aux campagnes de Tunisie, d'Italie et de France. Sa bravoure lui avait valu de recevoir la croix de guerre 1939-1945 et de la médaille de la France libre.
Avocat au barreau de Nice, il avait été élu pour la première fois député UNR de la première circonscription des Alpes-Maritimes en 1958. Il siège sans discontinuer à l'Assemblée nationale jusqu'en 1967. Il est de nouveau député de 1978 à 1981, élu dans la deuxième circonscription de Haute-Corse, et de 1986 à 1993 sera constamment réélu sous l'étiquette du RPR. Le 18 mai 1995, il est nommé ministre des Anciens combattants et Victimes de guerre dans le gouvernement Alain Juppé I. Le 7 novembre 1995, il est reconduit dans le gouvernement Alain Juppé II en tant que ministre délégué chargé des Anciens combattants et Victimes de guerre. Il restera à ce poste jusqu'au 2 juin 1997.
Membre du comité central du RPR en 1984, conseiller régional de Corse de 1983 à 1986, il est maire de L'Île-Rousse en Haute-Corse de 1971 à 2001.
Commandeur de la Légion d'honneur (promu en 1997), c'est lui qui a conduit la première mission parlementaire envoyée en république populaire de Chine par le général de Gaulle.
Marié et père de deux enfants, il est l'auteur de deux comédies dramatiques, Virginie et Le Guérisseur, et d'un ballet intitulé Vol nuptial. Il a également publié, en 2002, L'éclatement de la société française (éditions du Rocher) où il porte un « regard sans concessions sur ce que sont devenues les structures de notre pays ».
Il décède le 1er mars 2006 à l'âge de 85 ans à l'hôpital de l'Archet à Nice. Les causes de son décès n'ont pas été précisées.

## Synthèse des mandats et fonctions

### Fonctions gouvernementales
- 18 mai 1995-7 novembre 1995 : ministre des Anciens combattants et Victimes de guerre dans le gouvernement Alain Juppé (1)
- 7 novembre 1995-2 juin 1997 : ministre délégué auprès du Premier ministre chargé des Anciens combattants et Victimes de Guerre, dans le gouvernement Alain Juppé (2)

### Mandats parlementaires
- 9 décembre 1958-9 octobre 1962 : député UNR de la première circonscription des Alpes-Maritimes
- 6 décembre 1962-2 avril 1967 : député UNR de la première circonscription des Alpes-Maritimes
  - 1962-1965 : vice-président de l'Assemblée nationale
- 3 avril 1978-22 mai 1981 : député RPR de la deuxième circonscription de la Haute-Corse
  - 1978-1979 : vice-président de l'Assemblée nationale
- 2 avril 1986-8 juillet 1986 : député RPR de Haute-Corse (élection annulée)
- 24 août 1986-14 mai 1988 : député RPR de Haute-Corse
- 23 juin 1988-1er avril 1993 : député RPR de la deuxième circonscription de la Haute-Corse
- 2 avril 1993-18 juin 1995 : député RPR de la deuxième circonscription de la Haute-Corse (démission à la suite de sa nomination dans le gouvernement Alain Juppé (1))

### Mandats locaux
- 1947-1965 : adjoint au maire de Nice Jean Médecin
- 1971-2001 : maire de L'Île-Rousse (Haute-Corse)